# Kim Si-hwan
Kim Si-hwan (* 17. März 2004) ist ein südkoreanischer Eishockeyspieler, der seit 2022 für die Mannschaft der Yonsei University spielt.

## Karriere
Kim Si-hwan begann seine Karriere als Eishockeyspieler in der Mannschaft der Kyung Bok Highschool. Seit 2022 spielt er für die Mannschaft der Yonsei University.

### International
Für Südkorea nahm Kim Si-hwan zunächst an der U18-Weltmeisterschaft 2022 in der Division II teil, als der Aufstieg in die Division I gelang. Er selbst wurde als Torschützenkönig, Topscorer und Spieler mit der besten Plus/Minus-Bilanz des Turniers auch zum besten Spieler seiner Mannschaft gewählt. Außerdem spielte er bei der U20-Weltmeisterschaft 2023 in der Division I.
Mit der südkoreanischen Herren-Nationalmannschaft nahm er erstmals an der Weltmeisterschaft 2023 in der Division I teil und wurde auf Anhieb zum besten Spieler seiner Mannschaft gewählt.

## Erfolge und Auszeichnungen
- 2022 Aufstieg in die Division I, Gruppe B, bei der U18-Weltmeisterschaft der Division II, Gruppe A
- 2022 Torschützenkönig, Topscorer und beste Plus/Minus-Bilanz bei der U18-Weltmeisterschaft der Division II, Gruppe A